# Bạch Sam
Bạch Sam là một phường thuộc thị xã Mỹ Hào, tỉnh Hưng Yên, Việt Nam.

## Địa lý
Phường Bạch Sam nằm ở khu vực trung tâm địa lý của thị xã Mỹ Hào, có vị trí địa lý:
- Phía đông giáp phường Minh Đức và xã Ngọc Lâm
- Phía tây giáp phường Phùng Chí Kiên
- Phía nam giáp xã Xuân Dục
- Phía bắc giáp các xã Cẩm Xá và Dương Quang.

Phường Bạch Sam có diện tích 4,56 km², dân số năm 2019 là 7.073 người, mật độ dân số đạt 1.550 người/km².

## Lịch sử
Trước đây, Bạch Sam là một xã thuộc huyện Mỹ Hào.
Ngày 13 tháng 3 năm 2019, Ủy ban Thường vụ Quốc hội ban hành Nghị quyết 656/NQ-UBTVQH14 (nghị quyết có hiệu lực từ ngày 1 tháng 5 năm 2019). Theo đó, chuyển huyện Mỹ Hào thành thị xã Mỹ Hào và thành lập phường Bạch Sam trên cơ sở toàn bộ 4,56 km² diện tích tự nhiên và 11.037 người của xã Bạch Sam.

## Hành chính
Phường Bạch Sam được chia thành 5 khu dân cư: Bến, Đọ, Ngo, Phan, Lường.

## Giao thông
Trên địa bàn phường Bạch Sam có quốc lộ 5 chạy qua.